# Campionats del món de ciclisme en ruta de 1982
Els Campionats del món de ciclisme en ruta de 1982 es disputaren de l'1 al 5 de setembre de 1982 a Goodwood, Anglaterra.

## Resultats
| Proves :                            | Or                                                                                          | Or         | Argent                                                                        | Argent | Bronze                                                                       | Bronze |
| Masculines                          |                                                                                             |            |                                                                               |        |                                                                              |        |
| Cursa en línia masculina detalls    | Giuseppe Saronni · Itàlia                                                                   | 6h 42' 22" | Greg LeMond · Estats Units                                                    | + 5"   | Sean Kelly · Irlanda                                                         | + 7"   |
| Cursa en línia masculina amateur    | Bernd Drogan · RDA                                                                          | 4h 17' 48" | Francis Vermaelen · Bèlgica                                                   | + 8"   | Jurg Bruggmann · Suïssa                                                      | + 8"   |
| Contrarellotge per equips masculins | Països Baixos · Maarten Ducrot · Gerard Schipper · Gerrit Solleveld · Frits Van Bindsbergen | 2h 14' 09" | Suïssa · Alfred Achermann · Daniel Heggli · Richard Trinkler · Urs Zimmermann | + 37"  | Unió Soviètica · Iuri Kaixirin · Oleg Logvin · Sergej Voronin · Oleg Tchugda | + 44"  |
| Femenines                           |                                                                                             |            |                                                                               |        |                                                                              |        |
| Cursa en línia femenina detalls     | Mandy Jones · Regne Unit                                                                    | 1h 13' 00" | Maria Canins · Itàlia                                                         | + 10"  | Gerda Sierens · Bèlgica                                                      | + 10"  |

## Medaller
| Posició | País              | Or | Plata | Bronze | Total |
| 1       | Itàlia            | 1  | 1     | 0      | 2     |
| 2       | Alemanya de l'Est | 1  | 0     | 0      | 1     |
| 2       | Regne Unit        | 1  | 0     | 0      | 1     |
| 2       | Països Baixos     | 1  | 0     | 0      | 1     |
| 5       | Bèlgica           | 0  | 1     | 1      | 2     |
| 5       | Suïssa            | 0  | 1     | 1      | 2     |
| 7       | Estats Units      | 0  | 1     | 0      | 1     |
| 8       | Irlanda           | 0  | 0     | 1      | 1     |
| 8       | Unió Soviètica    | 0  | 0     | 1      | 1     |
| Total   | Total             | 4  | 4     | 4      | 12    |